# Cementos Molins
Cementos Molins és una empresa catalana.

## Història
L'empresa va ser fundada el 1928 per Juan Molins Parera, fent servir les explotacions de pedreres, de fabricació de calç i de ciment de Pallejà, Vallirana i Sant Vicenç dels Horts. El seu successor, Joaquín Molins Figueras, president entre 1934 i 1976, va impulsar el ciment d'aluminat de calci.

### Postguerra
Durant la Guerra civil Espanyola, l'empresa fou col·lectivitzada i la família va abandonar la ciutat de Barcelona. Després de la Guerra Civil Espanyola, el 1942 l'empresa va començar a cotitzar a la Borsa de Barcelona.
Durant la dècada de 1940 tenien una capacitat de producció de 50 tones diàries de ciment portland, i durant la dècada de 1950 la van ampliar a 150 tones al dia. A més, el 1955 van instal·lar tres forns nous d'aluminat càlcic. Als anys 60 van començar la seva activitat internacional, amb Cementos Tánger. El 1965 ja comptaven amb sis forns de producció, que estarien en actiu fins al 1997, quan van renovar tota la instal·lació. A inici dels anys 70 tenien una capacitat de producció de 4.800 t/dia.

### Desarrollisme
Fou l'empresa proveïdora dels ciments pels prop de 5.000 habitatges al Turó de la Peira de Barcelona construïts per Romà Sanahuja Bosch durant els anys del desarrollisme. Construïts a corre cuita entre 1953 i 1961, aquests blocs estaven inicialment destinats a famílies d'origen humil, provinents dels diversos nuclis de barraquisme que encara havia a la Barcelona. Durant la construcció d'aquests edificis es va fer servir ciment d'assecament ràpid, provocant aluminosi en els edificis a llarg termini. El ciment, fabricat per Ciments Molins, adquiria en 24 hores la mateixa resistència que el ciment portland en 28 dies. Ciments Molins havia comprat la patent al Grup La Farge, però a França l’ús d’aquest ciment estava prohibit des de 1943. A Espanya va ser legal fins als anys setanta. Al novembre de 1990 un dels edificis va col·lapsar. Dies després, els veïns es van manifestar al crit de “Sanahuja, assassí”. Els veïns van denunciar Sanahuja, Ciments Molins, la Generalitat i l'Estat, però un jutge va decretar el sobreseïment de la causa l'octubre de 1993.

### Crisi del petroli i expansió a l'Amèrica llatina
Durant la crisi del petroli dels anys 70 l'empresa va sobreviure creant o participant en societats dedicades a l'exportació, com Portcemen, SA, i Hispacement, SA, entre d'altres. Durant els anys 80 va incrementar la seva activitat internacional, convertint-se en un grup matriu amb diverses empreses nacionals i internacionals, diversificant la seva activitat. Algunes de les seves participacions més destacades són el 51% de l'accionariat de l'empresa argentina Cementos Avellaneda, o el 67% de la Corporación Moctezuma, a Mèxic. Poc després, als anys 90, va adquirir un 49% de la companyia uruguaia Cementos Artigas. A finals dels anys 80 l'empresa francesa Société de Ciments Français, més endavant Lafarge Asland, va comprar un important paquet d'accions de l'empresa catalana, però serien recomprades per membres de la família anys després. El 2004, Ciments Molins va fer una OPA (oferta pública d'adquisició9 i va compar el 40,9% d'accions que Lafarge tenia. L'operació es va dur a terme gràcies a un préstec sindicat de 150 milions d'euros. Aquest fet va permetre a la família recuperar el 90% del control de la companyia.

### Expansió global
Ja al segle XXI, el 2006 va fer un projecte conjunt amb el grup Lafarge per obrir fàbriques a l'Índia i Bangladesh. Un any després va començar a operar a Tunísia, amb el nom de SOTACIB, amb fàbriques a Fériana i Kairuan. Durant la dècada de 2010 va començar a operar a Bolívia (amb un 29% de la societat Itacamba Cemento) i a Colòmbia (amb el Grupo Corona)
A Espanya es va consolidar com a Grup Empresarial, amb diverses empreses com Cementos Molins Industrial, Promotora Mediterránea-2 (PROMSA), Prefabricaciones y Contratas (PRECON) i Propamsa, totes components del Grup Cementos Molins.
El 2010, el Grup va facturar 808 milions d'euros, un 66% d'aquest import provinent de la seva activitat internacional, i tenia més de 4.000 empleats arreu del món. Durant molts anys van tenir despatx a La Pedrera de Barcelona.

### Trasllat a Madrid
El 2017, enmig del procés independentista català i de la convocatòria del referèndum del primer d'octubre, va traslladar la seva seu empresarial a Madrid, però va retornar en desembre de 2024.

## Entramat empresarial
Ciments molins és actualment un grup empresarial, format per diverses divisions de negoci i amb participació o propietat de diverses empreses:
- Ciments i derivats
  - Cementos Artiga (Uruguay)
  - Cementos Moctezuma (Mèxic)
  - Cementos Molins Industrial (Espanya)
  - PROPAMSA (Espanya)
  - Cementos Avellaneda (Argentina)
  - Surma Ciment (Bangladesh)
  - SOTACIB (Tunisia)

- Formigó i àrids
  - Cementos Artiga (Uruguay)
  - Cementos Avellaneda (Argentina)
  - Latinoamericana de Concretos (Mèxic)

- Prefabricats de formigó
  - PRECON

## Accionariat
L'empresa cotitza a la Borsa de Barcelona, però tot i això, gran part de l'accionariat està en mans de diverses branques de la família Molins. A data 2017, els Molins Ribot eren el principal accionista, amb un 32,9% de l'empresa, gestionat a través de la societat Otinix. D'altra banda, els Molins Amat, controlen el 32% a través de la firma Noumea. El tercer grup, són els Molins Gil, que controlen un 24% del grup empresarials des de la seva Cartera d'Inversions CM. Altres membres de la nissaga tenen accions a títol individual.

## Presidents
Llista de presidents de Cementos Molins.
- Juan Molins Parera (1928-1933)[9]
- Joaquín Molins Figueres (1934-1976)
- Juan Molins Ribot (1976-1986)
- Casimiro Molins Ribot (1986-2017)[7]
- Joan Molins Amat (2017- actualitat)